# Alexander Adie
Alexander Adie, né en 1861 et mort le 18 juillet 1940, est un pionnier de l'industrie sucrière à Childers, Queensland, où il est né, et le troisième président de la société Isis Central Sugar Mill,,. De 1897 à 1939, Adie a tenu un journal de travail ou un registre de production agricole. Quinze de ses journaux intimes ont survécu, ayant été sauvés alors qu'ils étaient en route vers la décharge locale. Ils fournissent un compte rendu de la vie agricole à la fin du XIXe siècle et en particulier, le recrutement et l'emploi des insulaires du Pacifique Sud alors connus sous le nom de Kanakas. Adie utilisait ses journaux intimes pour tenir un compte des travaux réalisés par ses Kanakas ou ses équipes contractuelles afin de savoir combien de salaire était nécessaire pour chaque personne.